# Calycopis
Calycopis is een geslacht van vlinders van de familie Lycaenidae, uit de onderfamilie Theclinae.

## Soorten
- C. amphracles Schaus
- C. amplia (Hewitson, 1877)
- C. anastasia Field, 1967
- C. anfracta (Druce, 1907)
- C. anthora (Hewitson, 1877)
- C. argenopuncta Johnson, Eisele & MacPherson, 1988
- C. atrius (Herrich-Schäffer, 1853)
- C. bactra (Hewitson, 1877)
- C. bellera (Hewitson, 1877)
- C. bufonia Hewitson
- C. buphonia (Hewitson, 1868)
- C. caesaries Druce, 1907
- C. calor (Druce, 1907)
- C. calus (Godart, 1823)
- C. caulonia (Hewitson, 1877)
- C. cecrops (Fabricius, 1793)
- C. centoripa (Hewitson, 1868)
- C. cerata (Hewitson, 1877)
- C. clarina (Hewitson, 1874)
- C. comissa Hewitson
- C. cos Druce, 1907
- C. crena Johnson, Eisele & MacPherson, 1988
- C. cyanus (Draudt, 1920)
- C. demonassa (Hewitson, 1868)
- C. dragones Johnson, Eisele & MacPherson, 1988
- C. gentilla (Schaus, 1902)
- C. gigantea Johnson, Eisele & MacPherson, 1988
- C. gizela (Hewitson, 1877)
- C. hesperitis (Butler & Druce, 1872)

- C. hosmeri (Weeks, 1906)
- C. indigo (Druce, 1907)
- C. isobeon (Butler & Druce, 1872)
- C. janeirica (Felder, 1862)
- C. lerbela Field, 1967
- C. lolina Godman & Salvin
- C. malta (Schaus, 1902)
- C. matho (Godman & Salvin, 1887)
- C. mimas (Godman & Salvin, 1887)
- C. nancea Johnson, Eisele & MacPherson, 1988
- C. nicolayi Field, 1967
- C. orcillula (Strand, 1929)
- C. partunda (Hewitson, 1877)
- C. petaurister (Druce, 1907)
- C. puppius (Godman & Salvin, 1887)
- C. sethon Butler & Druce
- C. suda (Draudt, 1920)
- C. susanna Field, 1967
- C. talama (Schaus, 1902)
- C. tamos (Godman & Salvin, 1887)
- C. thama (Hewitson, 1877)
- C. torqueor (Druce, 1907)
- C. tyrtaeus Felder
- C. valparaiso Johnson, Eisele & MacPherson, 1988
- C. vesulus (Stoll, 1781)
- C. vibulena (Hewitson, 1877)
- C. vidulus (Druce, 1907)
- C. vitruvia (Hewitson, 1877)
- C. xeneta (Hewitson, 1877)